# ترین برامسن
ترین برامسن (انگلیسی: Trine Bramsen؛ زادهٔ ۲۶ مارس ۱۹۸۱) سیاست‌مدار اهل دانمارک است، که هم‌اکنون به‌عنوان وزیر دفاع دانمارک فعالیت می‌کند.